# Bahnhof Frankfurt (Oder)
Der Bahnhof Frankfurt (Oder), bahnbetrieblich auch Frankfurt (Oder) Pbf genannt, ist der wichtigste Personenbahnhof der Stadt Frankfurt (Oder). Er zählt zu den bedeutendsten Bahnhöfen im Land Brandenburg. Der Bahnhof dient sowohl dem Personenfern- als auch dem -nahverkehr und ist seit 1945 Grenzbahnhof nach Polen. Der Bahnhof wurde mehrfach erheblich umgebaut. Ein Gebäude auf dem Gelände des ersten Frankfurter Bahnhofs nördlich der heutigen Station steht unter Denkmalschutz, ebenso die als Eisenbahnersiedlung gebaute Wohnanlage Kiliansberg am Bahnhofsvorplatz mit einem Denkmal für im Ersten Weltkrieg gefallene Eisenbahner.

## Lage und Name
Der Bahnhof liegt südwestlich des Stadtzentrums von Frankfurt (Oder) oberhalb der im Tal der Oder liegenden Innenstadt, südwestlich schließt sich der Ortsteil Beresinchen an. Die älteste Strecke, die den Bahnhof berührt, ist die Niederschlesisch-Märkische Eisenbahn von Berlin über Frankfurt nach Guben, die einstmals weiter bis Breslau führte. Sie knickt im Bereich des Bahnhofs aus Richtung Westen kommend nach Südsüdost ab. Aus Richtung Süden endet die Bahnstrecke aus Großenhain über Cottbus und Grunow im Bahnhof, aus Richtung Norden die Strecke aus Eberswalde. Eine weitere, heute nicht mehr existente Strecke führte von Frankfurt Richtung Nordosten nach Küstrin. Die Bahnstrecke Frankfurt (Oder)–Poznań führt im Wesentlichen in Richtung Osten, macht in Frankfurt einen großen Bogen in südliche Richtung, um das deutlich tieferliegende Odertal zu überqueren.
In Fahrplänen und den Bahnhofskategorielisten von DB Station&Service wird der Bahnhof nur als Frankfurt (Oder) bezeichnet; in den Stationsverzeichnissen von DB Netz heißt er Frankfurt (Oder) Pbf (Personenbahnhof). Damit wird er vom Rangierbahnhof Frankfurt (Oder) Rbf (früher Verschiebebf) unterschieden. An dessen ausgedehnten und heute weitgehend ungenutzten Anlagen nördlich des Personenbahnhofs an der Strecke in Richtung Eberswalde fand früher auch der örtliche Güterverkehr statt.
Weitere Stationen in der Stadt sind der nur betrieblich genutzte Grenzbahnhof Oderbrücke, der an der Bahnstrecke nach Berlin liegende Bahnhof Rosengarten sowie der an der Strecke in Richtung Grunow liegende Haltepunkt Neuberesinchen und den saisonal bediente Halt Helenesee, ebenfalls an dieser Strecke. Nicht mehr in Betrieb sind der Bahnhof Booßen und der Haltepunkt Klingetal an der Strecke nach Eberswalde sowie der Haltepunkt Güldendorf an der Strecke nach Guben sowie der Güterbahnhof Rosengarten.

## Geschichte

### Erster Frankfurter Bahnhof
Erste Pläne für den Bau einer Eisenbahn zwischen Berlin und Frankfurt gab es bereits in den 1830er Jahren. Maßgeblich für die Planungen verantwortlich war der Bauingenieur und preußische Baubeamte August Crelle. Neben der tatsächlich ausgeführten geradlinigen Führung über Fürstenwalde und Jacobsdorf gab es auch Bestrebungen für eine Strecke, die nach Südosten abknickend über Müllrose ins Odertal verlaufen und Frankfurt von Süden erreichen sollte. Dies hätte die Strecke von Berlin nach Breslau verkürzt, für Frankfurt jedoch deutliche Umwege bedeutet. Nachdem Diskussionen über den Trassenverlauf zu einigen Verzögerungen geführt hatten, konnte am 1. Juni 1841 der erste Spatenstich für den Streckenbau stattfinden. Über die Lage des Frankfurter Bahnhofs wurde jedoch erst nach Baubeginn der Strecke entschieden. Es wurde ein Kopfbahnhof auf dem Ziegeleiberg etwas außerhalb der Stadt an der heutigen Briesener Straße errichtet; eine stadtnähere Lage ließ sich wegen der große Höhenunterschiede nicht verwirklichen. Am 23. September 1842 ging die Strecke zwischen Berlin und Frankfurt und damit der erste Bahnhof der Stadt in Betrieb.
1842 gründete sich die Niederschlesisch-Märkische-Eisenbahngesellschaft. Ihr Ziel war die Verlängerung der Strecke von Frankfurt nach Breslau. Am 1. August 1845 übernahm die Gesellschaft die bis dahin selbständige Berlin-Frankfurter Bahn. Ursprüngliche Planungen sahen einen Abzweig der Strecke in Briesen unter Umfahrung von Frankfurt vor. Nach Protesten der Stadt wurde die Strecke doch über Frankfurt geführt. Der Bahnhof konnte für die Strecke nach Breslau nicht mehr genutzt werden, da er als Kopfbahnhof und wegen des großen Höhenunterschiedes zum Odertal keine Streckenführung in Richtung Südosten ermöglichte.

### Bahnhofsneubau

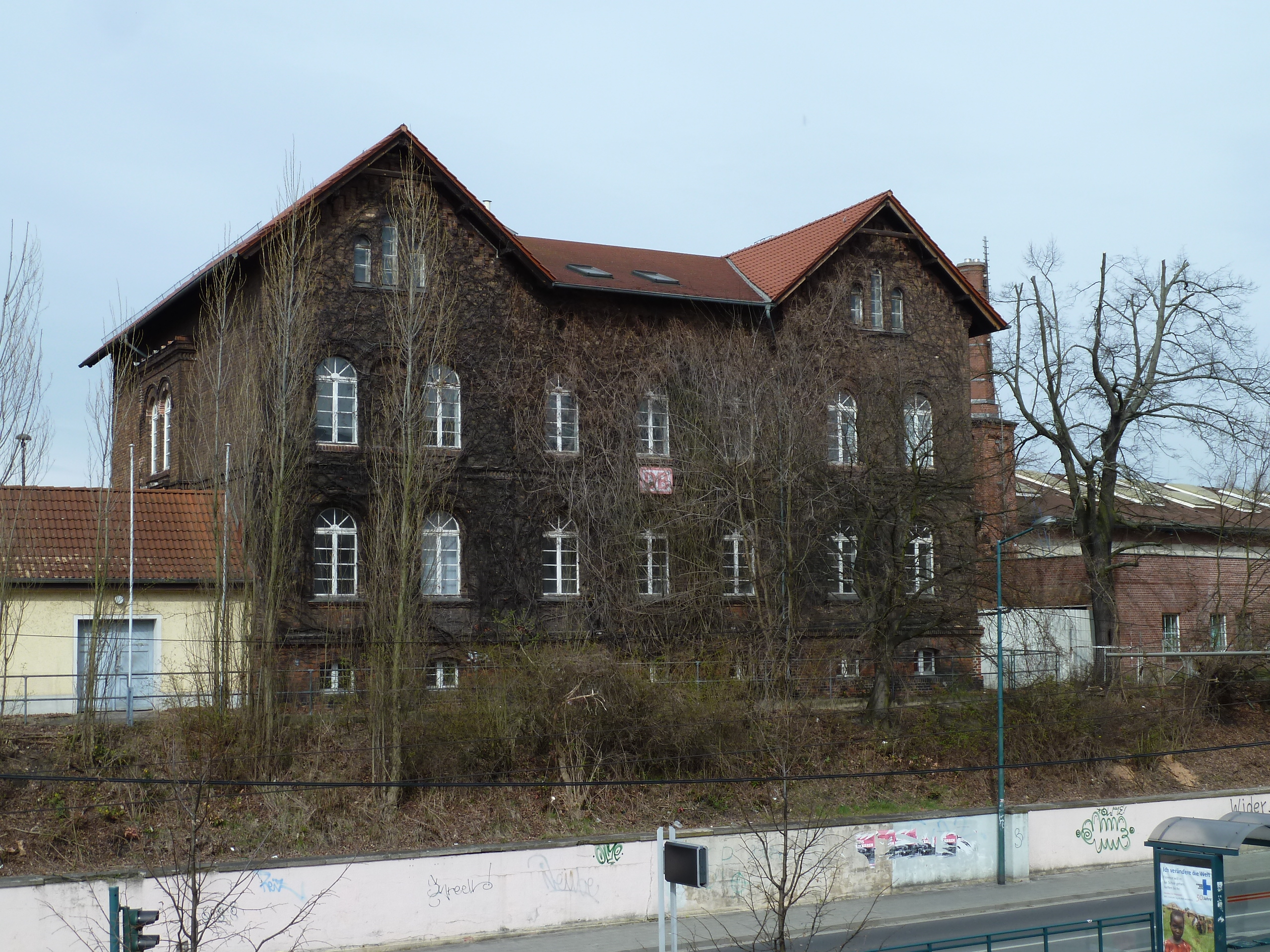
Denkmalgeschütztes ehemaliges Werkstattgebäude von 1855 (Bahnhofstr. 7)

Am 1. September 1846 ging die Strecke nach Breslau durchgehend in Betrieb. Der neue Frankfurter Bahnhof war ein Durchgangsbahnhof etwa in der heutigen Lage. Auf dem Gelände des alten Bahnhofs errichtete die Niederschlesisch-Märkische Eisenbahngesellschaft unter Leitung von August Wöhler ihre Zentralwerkstatt als Ersatz für bisher in Berlin und Breslau bestehende Einrichtungen.
In den folgenden Jahrzehnten wurde der Bahnhof an mehrere weitere Strecken angebunden. Der preußische Staat betrieb den Bau der Königlichen Ostbahn nach Königsberg. Ihr Teilstück von Frankfurt über Küstrin nach Kreuz wurde am 12. Oktober 1857 eröffnet. Mit der 1866 eröffneten direkten Verbindung von Berlin über Strausberg nach Küstrin umging der Verkehr von der Ostbahn Frankfurt wieder.
Frankfurt als damals wichtigste Messestadt in Nordostdeutschland war sehr an einer Bahnverbindung zwischen den drei Messestädten Leipzig, Frankfurt und Posen interessiert. Jedoch konnte sie sich mit ihren Plänen nicht durchsetzen. Die Strecke zwischen Leipzig und Posen wurde über Guben gebaut, Frankfurt erhielt nur einen Abzweig in Richtung Posen von Bentschen aus. Beim Bau dieser Strecke machten sich erneut die topographischen Schwierigkeiten durch den großen Höhenunterschied zwischen Odertal und den Hügelzügen im Westen von Frankfurt bemerkbar. Zeitweise war in Diskussion, die Strecke aus Posen auf dem östlichen Oderufer ohne Gleisverbindung zu den anderen Strecken enden zu lassen. Schließlich wurde eine Variante gefunden, bei der die Strecke über eine Brücke über die Oder weit südlich der Stadt geführt wurde. Am 26. Juni 1870 wurde der Verkehr auf der Strecke aufgenommen. Im Zuge des Baus der Strecke musste der Bahnhof umgebaut und erheblich erweitert werden. Die Strecke aus Posen erhielt einen eigenen Bahnhofsteil, den (Märkisch-)Posener Hof östlich des Empfangsgebäudes. Die Ostbahn besaß eigene Rangieranlagen nördlich des Bahnhofs, der unter Eisenbahnen auch als Ostbahnhof bezeichnet wurde. Beide Bezeichnungen hielten sich bis in die Gegenwart.
Am 31. Dezember 1876 folgte die Strecke aus Cottbus über Grunow und am 15. Juni 1877 die Strecke aus Eberswalde, betrieben von der Berlin-Stettiner Eisenbahn-Gesellschaft. Bis 1882 wurden alle Frankfurt berührenden Eisenbahnstrecken verstaatlicht. 1897 wurde der Bahnhof an das Frankfurter Straßenbahnnetz angeschlossen. 1900 wurde die Bahnhofsstraße, die bisher in Eisenbahnbesitz war, von der Stadt Frankfurt übernommen.

### Weitere Umbauten
Noch vor dem Ersten Weltkrieg begannen Bauarbeiten für einen großen Verschiebebahnhof nördlich des Bahnhofs an der Strecke nach Eberswalde, der 1917 in Betrieb ging. In diesem Bereich hatte die Berlin-Stettiner Bahn für die Strecke aus Eberswalde bereits vorher ihren Güterbahnhof gehabt. Der neue Bahnhof wurde über Verbindungsstrecken nach Rosengarten in Richtung Berlin und zwischen Booßen und Lebus in Richtung Küstrin angebunden. Auch ein Ortsgüterbahnhof entstand in diesem Bereich.
Nach dem Ersten Weltkrieg kam die Stadt Posen und der größte Teil der angrenzenden Provinz zu Polen. Die früher dort ansässige Eisenbahndirektion wurde zunächst nach Berlin-Charlottenburg und 1923 nach Frankfurt verlegt und dann als Reichsbahndirektion Osten bezeichnet. Eine Vielzahl von Eisenbahnern siedelte sich daraufhin in Frankfurt an.
Trotz des neuen Güterbahnhofs blieben die Kapazitäten im Bahnhof beengt. Anfang der 1920er Jahre entschied man sich zu einem Komplettumbau. Ein neues Empfangsgebäude entstand östlich des alten, das abgerissen wurde. Die freigewordene Fläche wurde für weitere Gleisanlagen genutzt. Der Märkisch-Posener Hof östlich des Bahnhofsgebäudes konnte verkleinert werden. Der Bahnhofsvorplatz wurde beim Umbau um vier Meter abgesenkt, so dass das Bahnhofsgebäude mit dem Bahnsteigtunnel und der Straßentunnel nach Beresinchen nördlich des Bahnhofsgebäudes ohne große Höhenunterschiede angebunden werden konnten. 1926 wurden zwei Bahnsteighallen von der Firma Beuchelt (Grünberg/Schlesien) errichtet.
1930 wurde die Hauptwerkstatt am Bahnhof geschlossen und das Gelände von anderen Bahneinrichtungen genutzt.

### Nach dem Zweiten Weltkrieg
Zum Kriegsende waren die Stadt, das Umland und die Eisenbahnstrecken heftigen Zerstörungen ausgesetzt. Elf Wochen war die Stadt Schauplatz heftiger Kämpfe zwischen der deutschen Wehrmacht und der Roten Armee. Am 23. April 1945 besetzten sowjetische Truppen die Stadt. Bereits zwei Tage später wurde mit dem Bau einer Behelfsbrücke als Ersatz für die beim Rückzug der Wehrmachtstruppen gesprengte Oderbrücke begonnen. Nachdem bereits bis zur Oder ein Gleis auf russische Breitspur umgespurt worden war, wurde bald ein Breitspurgleis bis Frankfurt, im Mai 1945 auch bis Berlin verlegt. Auch einige Bahnhofsgleise wurden umgespurt. Erst schrittweise konnte der Verkehr wieder aufgenommen werden. Als Folge der im Potsdamer Abkommen festgelegten Oder-Neiße-Grenze wurde die Stadt zum Grenzort. In den folgenden Jahrzehnten entwickelte sich der Bahnhof zum wichtigsten Grenzbahnhof der DDR in Richtung Osten.
Der Abschnitt zwischen Frankfurt und dem Abzweig Wüste Kunersdorf bei Lebus an der Strecke nach Küstrin wurde als Reparationsleistung an die Sowjetunion abgebaut und nicht wieder aufgebaut. Der Verkehr auf dieser Strecke wurde danach ausschließlich über die Verbindungsstrecke von Booßen aus geführt. Durch die neue Grenzziehung nahm jedoch die Bedeutung dieser Strecke deutlich ab, die Strecke wurde nur noch als Nebenbahn eingestuft.
Zur Abfertigung des starken Güterverkehrs in Richtung Polen entstand auf dem Westufer vor der Brücke der Bahnhof Oderbrücke (heute Frankfurt-Oderbrücke).
Auch wenn der Güterverkehr im Wesentlichen über den Rangierbahnhof abgewickelt wurde, war auch der Personenbahnhof durch diesen Verkehr belastet, da der gesamte Verkehr von Berlin und vom Rangierbahnhof nach Polen und in Richtung Süden den Personenbahnhof passieren musste. Über mehrere Jahrzehnte gab es Planungen zum Bau einer südlichen Verbindungskurve, wodurch der Bahnhof entlastet werden sollte. Die Kurve sollte den Bahnhof Oderbrücke direkt mit der Strecke nach Eisenhüttenstadt verbinden, so dass die Kohle- und Erztransporte nicht mehr im Bahnhof Frankfurt (Oder) bzw. – bei zweimaliger Fahrt durch den Personenbahnhof – im Rangierbahnhof die Fahrtrichtung wechseln mussten. Gegen den Bau regten sich Bürgerproteste. Nachdem 1984 zur Entlastung des Landweges und aufgrund der politischen Situation in Polen die Fährverbindung Mukran–Klaipėda in die Sowjetunion eröffnet worden war, wurde endgültig auf den Bau der Kurve verzichtet.
1988 wurde auf polnischer Seite die Strecke über die Grenze bis in den Bahnhof Oderbrücke elektrifiziert.

### Entwicklung seit 1990
Am 22. November 1990 ging ein neues Zentralstellwerk an der Finkenheerder Straße südlich der Bahnsteige in Betrieb. Es ersetzte fünf dezentrale Stellwerke. Am 15. Dezember 1990 wurde der elektrische Betrieb in Richtung Berlin, Cottbus über Guben und zur Oderbrücke aufgenommen.
Am 1. September 1994 verließ der russische Bahnhofskommandant Deutschland. Im Dezember 1994 wurde das Reichsbahnkulturhaus in der Briesener Straße geschlossen.
1996 endete der Verkehr von Frankfurt nach Küstrin, die Strecke wurde wenig später stillgelegt. Ebenfalls stillgelegt wurde der Streckenabschnitt von Grunow nach Cottbus; das Reststück dieser Strecke von Frankfurt bis Grunow wird noch von den Zügen in Richtung Beeskow und Königs Wusterhausen befahren.
1996 wurde das Gebäude des Bahnpostamtes abgerissen. Von 1998 bis 2003 wurde der Bahnhofsvorplatz und die Personenverkehrsanlagen im Bahnhof umgestaltet. Das Bahnhofsgebäude wurde saniert. Ein Bahnsteig wurde dabei entfernt.
Mit dem Betritt Polens zur Europäischen Union und später zum Schengen-Raum verlor der Bahnhof die meisten seiner Aufgaben als Grenzbahnhof in Richtung Polen. Für einige Züge ist er noch Lokwechselhalt, wobei die Züge des Berlin-Warszawa-Express mittlerweile mit Mehrsystemlokomotiven fahren, die sowohl für das deutsche als auch das polnische Strom- und Sicherungssystem geeignet sind.

### Personenverkehr

#### Bis 1945
Die Relation Berlin – Frankfurt – Guben – Breslau war bis zum Zweiten Weltkrieg eine der wichtigsten Fernverkehrsachsen in Deutschland. Eine Vielzahl von Schnellzügen verkehrte über diesen Laufweg, mit Ausnahme eines kurzzeitig in den 1930er Jahren fahrenden Expresszugs hielten sie alle in Frankfurt. Ein Teil der Züge fuhr über Breslau hinaus, unter anderem nach Wien oder Budapest.
Eine weitere wichtige Fernverkehrsrelation führte von Berlin über Frankfurt nach Posen. Weiter nach Warschau ging es mehrere Jahrzehnte über Thorn, seit Mitte der 1920er Jahre gibt es die durchgehende Verbindung über die damals fertiggestellte Bahnstrecke Warszawa–Poznań. Mitte der 1920er Jahre entstand eine direkte Verbindung nach Warschau in Verlängerung der Strecke aus Frankfurt, so dass seitdem auch der Verkehr von Berlin nach Warschau und weiter in Richtung Osten über Frankfurt lief.
Zwischen den Weltkriegen gab es einzelne Eilzüge zwischen Stettin und Breslau über Küstrin und Frankfurt.
Von 1926 bis zum Zweiten Weltkrieg gab es einen dichten innerstädtischen Personenverkehr zur Erschließung der ausgedehnten Anlagen des Verschiebebahnhofs. Zwischen Frankfurt und Booßen pendelten bis zu 18 Zügen am Tag. Im Bereich des Verschiebebahnhofs entstanden die Haltepunkte Paulinenhof, Simonsmühle und Gronenfelde. Letzterer wurde später Frankfurt-Klingetal genannt und war bis 1995/1996 für die Züge in Richtung Eberswalde und Kostrzyn in Betrieb.

#### Zwischen 1945 und 1990
Nach 1945 war Frankfurt (Oder) Grenzbahnhof für die Fernzüge von Berlin in Richtung Polen. In Küstrin und Guben verkehrten nur Güterzüge über die Grenze, der Übergang in Guben im Zuge der Strecke nach Breslau war ganz geschlossen und wurde nur für militärische Zwecke vorgehalten. Der Fernverkehr in Berlin in Richtung Polen und in die Sowjetunion verlief über Frankfurt, den neuen polnischen Grenzbahnhof Kunowice und den Knoten Rzepin. Bis 1980 nahm der Verkehr beständig zu.
Für den Binnenverkehr in der DDR zwischen Berlin und Frankfurt war nur ein kleiner Teil dieser Züge freigegeben; auch war Einsteigen in Frankfurt in die in Richtung Bundesrepublik weiterfahrenden Transitzüge nicht möglich.
In Nord-Süd-Richtung fuhren zu DDR-Zeiten einige Eilzüge zwischen Frankfurt bzw. bereits Angermünde in Richtung Dresden. In der Sommersaison verkehrten einige Saisonzüge zwischen Stralsund oder Wolgast und Zittau. Mehrere Jahrzehnte lang gab es einen direkten Interzonenzug zwischen Frankfurt (Oder) und Frankfurt (Main) über Cottbus und Leipzig.
Frankfurt(Oder) war neben Cottbus und Neubrandenburg die einzige Bezirksstadt der DDR, die nicht vom Städte-Express der Deutschen Reichsbahn angefahren wurde.
Hauptziel des Nahverkehrs aus Frankfurt blieb Berlin, jedoch konnten aufgrund von Kapazitätsengpässen im Berliner Raum nur die wenigsten Züge direkt nach Berlin fahren und endeten bereits in Erkner, von wo S-Bahn-Anschluss in die Stadt bestand. Einige beschleunigte Personenzüge fuhren direkt nach Berlin-Karlshorst, teilweise weiter bis Berlin Ostbahnhof. Sie hielten unterwegs nur in Fürstenwalde und nur auf wenigen oder gar keinen weiteren Stationen.
Eine Besonderheit waren zwei über Jahrzehnte verkehrende langlaufende Personenzüge. Eines dieser Zugpaare fuhr täglich von Frankfurt über Eberswalde, Fürstenberg (Havel), Neustrelitz, Güstrow nach Schwerin. Das andere verkehrte über Erkner, Flughafen Berlin-Schönefeld, Zossen, Wünsdorf, wieder Zossen nach Jüterbog; bis in die 1970er Jahre weiter über Potsdam, Brandenburg nach Magdeburg. Diese Züge führten – wie auch ein Eilzugpaar zwischen Frankfurt und Dresden – besondere Wagen für Angehörige der sowjetischen Armee.

#### Nach 1990

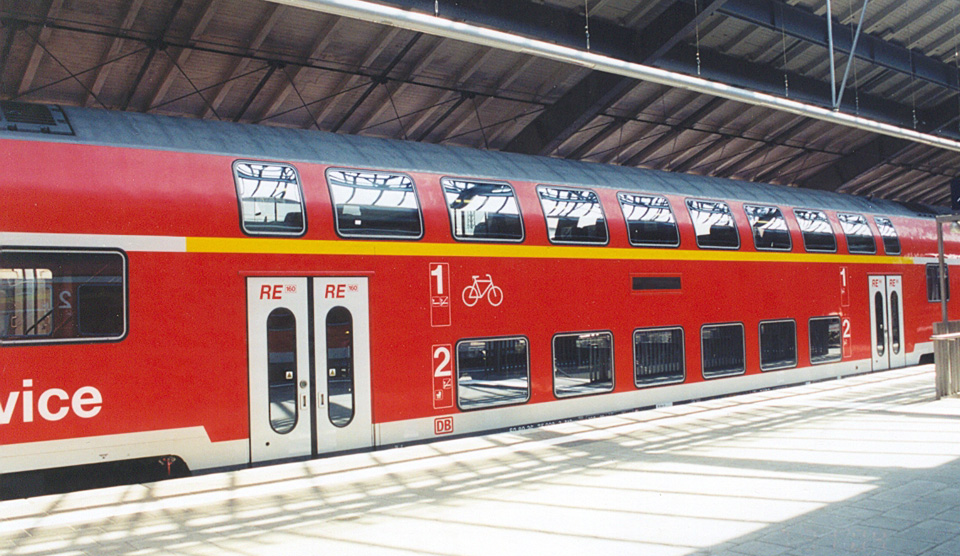
Regionalexpress in Frankfurt (Oder) in der Bahnsteighalle

Die Fernzüge in Richtung Cottbus wurden in der zweiten Hälfte der 1990er Jahre eingestellt. Aus Richtung Berlin verkehrte von 1991 bis 1993 eine durchgehende Schnellzug-Linie von Halberstadt über Magdeburg nach Frankfurt. Danach verblieb nur der durchgehende Zugverkehr in Richtung Polen, der etwas ausgedünnt bis heute Bestand hat. Seit 1993 werden die meisten Nahverkehrszüge in Richtung Berlin im Stundentakt direkt in die Stadt geführt, 1994 wurden das Angebot in Nahverkehr in Regional-Express-Züge (RE) umgewandelt. Seit 1998 fahren die RE-Züge im annähernden Halbstundentakt von Frankfurt nach Berlin und weiter nach Potsdam, Brandenburg und Magdeburg. Auch auf den anderen Strecken um Frankfurt wurde Mitte der 1990er Jahre der Taktverkehr eingeführt. Teilweise ging dies einher mit der Schließung von Unterwegshalten, vor allem auf der Strecke in Richtung Eberswalde.
Nahverkehr in Richtung Polen gibt es erst seit Mitte der 1990er Jahre, nachdem einige bisher als Dienstzüge fahrende Verbindungen für die Öffentlichkeit freigegeben wurden. Das Angebot ist allerdings nicht umfangreich. In den meisten Jahren verkehrten nur zwei oder drei Zugpaare am Tag.
Nachdem in den 1990er- und 2000er-Jahren eine Reihe internationaler Ziele aus den Fahrplänen gestrichen wurden, wird Frankfurt nur noch vom Berlin-Warszawa-Express und von Zügen nach Moskau bedient. Die Angebot in Richtung Polen wird allerdings wieder verbessert, sodass seit 2012 die polnische Dreistadt (Gdańsk, Sopot, Gdynia) mit einem täglichen Zugpaar erreicht wird. Seit 2019 wird Frankfurt außerdem von einem täglichen Nachtzug nach Wien, Budapest und Przemyśl bedient, seit Dezember 2020 hält auch der EuroCity Wawel auf dem Weg gen Schlesien und Kraków im Bahnhof. Seit Fahrplanwechsel im Dezember 2022 gibt es im Regionalverkehr mit dem RE10 eine zweistündliche, durchgehende Verbindung nach Leipzig.

### Ausblick
Der Bahnhof sollte bis Dezember 2020 mit ETCS Level 1 (ETCS signalgeführt) ausgerüstet werden. Im Oktober 2021 wurde nunmehr die Planung eines Elektronischen Stellwerks (einschließlich ETCS Level 2) ausgeschrieben.

## Verkehrsanbindung
Der Bahnhof wird von folgenden Eisenbahnlinien bedient:

### Fernverkehr
| Linie                    | Verlauf | Takt (min)                                | EVU                   |
| ------------------------ | --- | ----------------------------------------- | --------------------- |
| EC 95                    | Berlin-Warszawa-Express: Berlin Hbf – Frankfurt (Oder) – Poznań Główny – Konin – Warszawa Centralna – Warszawa Wschodnia                                                                              | fünf bis sechs Zugpaare                   | DB Fernverkehr, PKPIC |
| EC 95                    | Gedania: Berlin Hbf – Frankfurt (Oder) – Poznań Główny – Gniezno – Inowrocław – Bydgoszcz Gł. – Gdańsk Gł. – Gdynia Głowna                                                                            | ein Zugpaar                               | DB Fernverkehr, PKPIC |
| EC 96                    | Odra/Oder, Wawel, Galicja: Berlin Hbf – Frankfurt (Oder) – Zielona Góra Gl. – Legnica – Wrocław Gł. – Opole Gł. – Gliwice – Zabrze – Katowice – Kraków Gł. (– Tarnów – Rzeszów – Jarosław – Przemyśl) | drei Zugpaare, davon zwei bis/ab Przemyśl | DB Fernverkehr, PKPIC |
| Stand: 15. Dezember 2024 | |                                           |                       |

### Regionalverkehr
| Linie                    | Verlauf | Takt (min)   | EVU                        |
| ------------------------ | --- | ------------ | -------------------------- |
| RE 1                     | (Cottbus Hbf – Guben – Eisenhüttenstadt –) Frankfurt (Oder) – Fürstenwalde (Spree) – Erkner – Berlin Ostbahnhof – Berliner Stadtbahn – Berlin Wannsee – Potsdam Hbf – Werder (Havel) – Brandenburg Hbf – Genthin – Güsen – Burg (b Magdeburg) – Magdeburg Hbf | 20 / 30 / 60 | ODEG                       |
| RE 10                    | Frankfurt (Oder) – Eisenhüttenstadt – Guben – Peitz Ost – Cottbus Hbf – Calau – Finsterwalde (NL) – Falkenberg (Elster) – Torgau – Eilenburg – Leipzig Hbf | 120          | DB Regio Nordost           |
| RB 43                    | Frankfurt (Oder) – Eisenhüttenstadt – Guben – Peitz Ost – Cottbus – Calau – Finsterwalde (NL) – Doberlug-Kirchhain – Falkenberg (Elster) | 120          | DB Regio Nordost           |
| RB 36                    | Frankfurt (Oder) – Beeskow – Storkow (Mark) – Königs Wusterhausen | 60           | NEB                        |
| RB 60                    | Frankfurt (Oder) – Seelow (Mark) – Werbig – Letschin – Neutrebbin – Wriezen – Altranft – Bad Freienwalde (Oder) Falkenberg (Mark) Niederfinow – Eberswalde | 60           | NEB                        |
| RB 91                    | Frankfurt (Oder) – Rzepin (– Zielona Góra) | 120          | DB Regio Nordost, Polregio |
| Stand: 15. Dezember 2024 | |              |                            |

RE 10 und RB 43 überlagern sich zwischen Frankfurt (Oder) und Cottbus zu einem Stundentakt.

## Anlagen

### Kopfbahnhof
Der erste Frankfurter Bahnhof war ein Kopfbahnhof mit je einem Abfahrts-, Ankunfts- und Abstellgleis für den Personenverkehr. Auf der Nordseite der Gleise lag das Stationsgebäude. Am Gleisende an der Ostseite des Bahnhofs waren Wagen-, Lok- und Güterschuppen vorhanden sowie eine Postexpedition. Nach dem Bau des Durchgangsbahnhof entstanden auf dem Gelände Werkstattanlagen. Die Postexpedition wurde zum Beamtenwohnhaus, das Empfangsgebäude wurde für Verwaltungszwecke genutzt. 1945 wurde es bei einem Bombenangriff zerstört. Einer der Mitte der 1850er Jahre entstanden Werkstattbauten (Bahnhofstraße 7) ist erhalten geblieben und steht unter Denkmalschutz.

### Erster Durchgangsbahnhof
Für den Durchgangsbahnhof der Züge in Richtung Breslau wurde die Strecke aus Berlin in einem Rechtsbogen nach Süden geführt. Im Bogen entstand der neue Bahnhof. Das Empfangsgebäude von 1846 wurde unter Leitung des Baudirektors der Niederschlesisch-Märkischen-Eisenbahn, Ludwig Henz, gebaut. Es ähnelte sehr den etwa zur gleichen Zeit entstandenen Bahnhofsgebäuden in Görlitz und Kohlfurt. „Form und Details der Fassaden der kastellhaften, renaissanceartigen Baukörper, Rundbogenfenster und Gesimse, gekuppelte kleine Rundbogenfenster im Mezzanin verraten jedoch den gemeinsamen Ursprung dieser Bauten“, nur die Türme an den Kopfseiten des Gebäudes wurden hier nicht ausgeführt. Auf der Stadtseite des Bahnhofs entstand der Güterschuppen, Lokschuppen und andere Anlagen zur Fahrzeugbehandlung auf der gegenüberliegenden Seite. Während die Ostbahnstrecke noch in diesen Bahnhof eingeführt werden konnte, reichten die Anlagen für die 1870 eröffnete Strecke nach Posen nicht aus. Die Märkisch-Posener-Eisenbahn erhielt einen eigenen Bahnhofsteil, den Posener Hof, auf der Ostseite des Bahnhofs unter Nutzung der alten Güteranlagen der Niederschlesisch-Märkischen-Bahn. Diese baute auf der anderen Bahnhofsseite einen neuen Schuppen, der auch von der Ostbahn genutzt wurde. Die Rangieranlagen der Ostbahn lagen im sogenannten Ostbahnhof nördlich des eigentlichen Bahnhofs. Der Güterbahnhof der Stettiner Bahn wurde weiter im Norden der Stadt auf dem Gelände des späteren Ortsgüterbahnhofs am Südrand des Verschiebebahnhofs gebaut.

### Heutiger Bahnhof
Der heutige Bahnhof ist in seinen Grundzügen das Resultat des Bahnhofsumbaus Anfang der 1920er Jahre. Das Empfangsgebäude aus dem Jahr 1923 wurde von Reichsbahnrat Wilhelm Beringer errichtet. Es gilt mit „seiner neubarocken Haltung“ als „eins der letzten eklektizistischen Bahnhofsgebäude“, bevor sich neue Baustile durchsetzten. 1926 wurden die Bahnsteige 3 und 4 mit einer Bahnsteighalle versehen, einige kleinere Bauten stehen senkrecht zum Bahnhofsgebäude als Abschluss der in Hochlage verlaufenden Gleisanlagen. Der Zugang zum Bahnhofsgebäude und von dort in den Bahnsteigtunnel verläuft ebenerdig; einen durchgehenden Tunnel von den Bahnsteigen in Richtung Beresinchen gibt es nicht. Der Bahnhof verfügt über drei Inselbahnsteige. Ein weiterer Bahnsteig, der ursprüngliche Bahnsteig 1 neben dem Empfangsgebäude, wurde bei der Sanierung des Bahnhofs nach 1990 entfernt.

### Umfeld

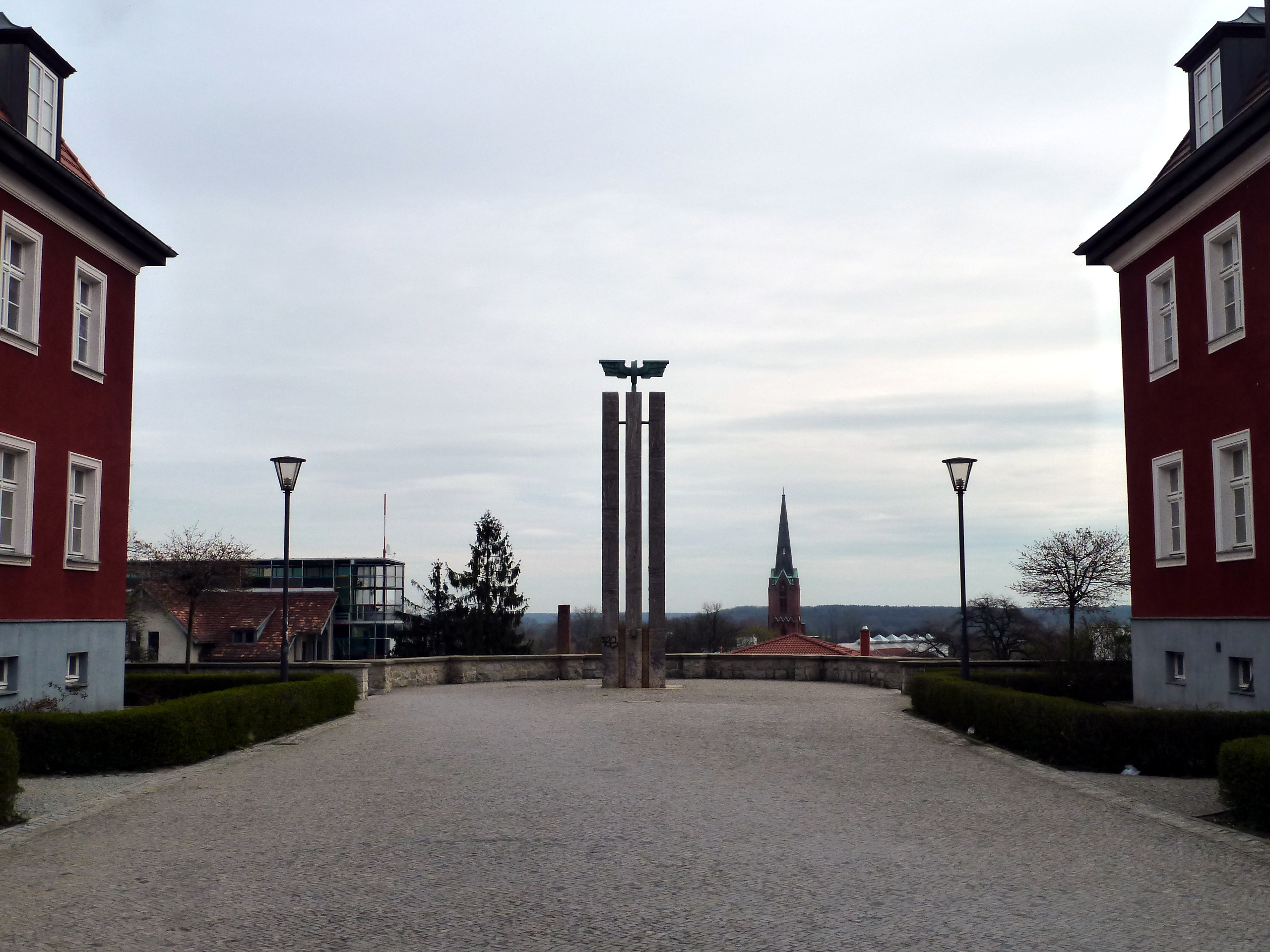
Eisenbahnerdenkmal in der Siedlung Kiliansberg am Bahnhofsvorplatz. Siedlung und Denkmal sind denkmalgeschützt

Vor dem Empfangsgebäude liegt der Bahnhofsvorplatz, wo sich der Busbahnhof befindet. Die Straßenbahnhaltestellen liegen etwa 100 Meter nördlich des Empfangsgebäudes an der Straßenunterführung (Beresinchentunnel) nach Beresinchen. Von dort weiter nach Norden führt die ehemals in Bahnbesitz befindliche Bahnhofsstraße in Richtung Innenstadt. Ihre Bebauung wurde im Zweiten Weltkrieg fast vollständig zerstört und durch Neubauten ersetzt. Zwischen Busbahnhof und Straßenbahnhaltestelle (Gegenüber der Beresinchentunnel) befindet sich das neu rekonstruierte „City Residence Hotel Frankfurt Oder“. Die Siedlung Kiliansberg auf der Ostseite des Bahnhofsvorplatz entstand etwa zeitgleich mit dem Bahnhofsumbau zwischen 1922 und 1924 und wurde ebenfalls von Beringer entworfen. Sie liegt an einem steilen Hang über dem Odertal und wurde von der Siedlungsgesellschaft Ostmark mit Wohnungen für die nach dem Umzug der Reichsbahndirektion nach Frankfurt zugezogenen Eisenbahner gebaut. Zwischen den Häusern steht das von Beringer entworfene und vom Bildhauer Fürstenberg fertiggestellte Denkmal für 1535 im Ersten Weltkrieg (und in den Grenzkonflikten nach 1919) gefallene Eisenbahner. Die drei Säulen des Denkmals stehen dabei symbolisch für die ehemaligen (preußischen) Eisenbahndirektionen Danzig, Posen und Bromberg, die nach dem Vertrag von Versailles aufgelöst werden mussten. Siedlung und Denkmal stehen auf der Liste der Kulturdenkmale des Landes Brandenburg.